# Bogda, Timiș
Bogda (înainte de 1924 Bogdan, germană Neuhof, maghiară Bogdarigós, din 1899 Rigósfürdő) este satul de reședință al comunei cu același nume din județul Timiș, Banat, România.

## Istorie
La începutul secolului al XV-lea, în zonă este menționat un sat numit Gyerk sau Györk, ai cărui proprietari erau János Gyerky și László Csegze.
În anul 1436 sunt menționate pentru prima dată satele Also Baagd (Alsóbagd) și Felse Baagd (Felsőbagd) aparținând comitatului Arad, care - împreună cu alte câteva așezări - erau deținute de familia Bagdy din Basará. În 1476, localitățile au fost unite sub numele de Bagd.
La sfârșitul secolului al XV-lea, s-au stabilit sârbi, localitatea purtând denumirea de Bogda sau Bogdán.
În 1552, după moartea lui Mihály Bagdy și a fiicei sale, Ferdinand I a donat moșiile Bagdyak familiei Gál din Gyula.
În timpul ocupației turcești, satul a fost depopulat; pe harta lui Mercy realizată în anii 1720 apare ca Bogdan - loc părăsit. La mijlocul secolului al XVIII-lea, români din comitatele Arad și Hunedoara colonizează localitatea vecină, Sintar, localitate populată, inițial, de slavi.
În 1771, Karl-Samuel Neumann Edler von Buchholt, funcționar la oficiul sării din din Lipova, a construit 42 de case pe locul fostei localități Bagd, unde sosiseră coloniști germani din Tirol; satul refondat a fost numit Neuhof. În 1782, familia Pottyondy a cumpărat satul de la Trezorerie și l-a deținut timp de o sută de ani.
Biserica catolică închinată Vizitei Fecioarei Maria datează din 1845.
Băile termale, care folosesc apa curativă a zonei, au fost construite la sfârșitul secolului al XIX-lea, iar în 1899, la cererea lui Anton Neuhoff, denumirea maghiară (oficială) a satului a fost schimbată din Bogdarigós în Rigósfürdő. Școala a fost construită în 1915.
Până la Tratatul de la Trianon, localitatea a aparținut districtului Lipova, din Comitatul Timiș. După instalarea administrației române, în 1919, deși viața balneară a continuat, populația așezării a început să scadă. În timp ce în 1910 erau 474 de locuitori, în majoritate germani, în 1941 erau doar 388 (în mare parte români), iar în 1966 187.
Instaurarea comunismului a avut un impact negativ asupra vieții satului: stațiunea balneară a fost naționalizată în 1949 și apoi transformată în tabără pentru pionieri, iar în 1989 satul a fost desființat, guvernul comunist având în plan sistematizarea acestuia. După căderea comunismului, satul a fost refondat în 1990.
La recensământul din 2011, localitatea avea 74 de locuitori (72 de români, 2 nu au declarat). Întrucât nu au mai rămas catolici în sat, Biserica Ortodoxă a preluat biserica catolică în 2013.
La începutul secolului al XXI-lea, casele nelocuite au fost cumpărate de timișorenii înstăriți drept case de vacanță.

## Băile termale
Potrivit legendei, coloniștii germani din Altringen au găsit o icoană a Fecioarei Maria în pământ în timpul construcției caselor. Icoana a fost așezată într-o scobitură săpată într-un deal stâncos, lângă Bogda, iar după un timp a răsărit un izvor tămăduitor în acel loc. Altarul Sf. Maria a devenit curând un loc de pelerinaj, iar familia Pottyondy, care era proprietara satului, a construit o capelă din donațiile pelerinilor (mai târziu capela Băilor).
Sunt deja menționate ca băi populare în anii 1820 („ein Gesundsheitbad, welches sehr stark beschutz wird” - română: ”niște băi termale care sunt foarte bine păzite”).
Dezvoltarea spectaculoasă a stațiunii balneare poate fi datată la sfârșitul secolului al XIX-lea, când au fost construite, printre altele, Vila Tereza și clădirile de tratament. Apa curativă a avut un efect deosebit de bun asupra bolilor reumatice; s-a consemnat că sute de oameni și-au recăpătat capacitatea de a merge, lăsându-și cârjele în podul sanatoriului. Centrul balnear a fost vizitat de crema aristocrației, iar pacienții au fost tratați de medicii vienezi în sanatoriu.
În 1949, comuniștii veniți la putere au naționalizat băile termale, apoi în anii 1960 le-au transformat într-o tabără pentru pionieri, cu 280 de paturi, care includea și plajă, saună și facilități sportive. După schimbarea de regim din 1989, locul a fost folosit în continuare ca tabără de tineret o perioadă. În anul 2000, tabăra a fost retrocedată fostului proprietar, dar a fost răscumpărată repede de Agenția Națională a Taberelor, care începuse un proces de modernizare, însă a fost închisă în 2003 din lipsă de fonduri. Clădirile au devenit părăsite, din care s-a furat tot ce se putea.

## Personalități
- Iovi Dionisie

## Legături externe
Ruinele taberei de la Bogda Arhivat în 19 ianuarie 2016, la Wayback Machine.